# Hide
Hideto Matsumoto (松本 秀人, Matsumoto Hideto, Yokosuka, Kanagawa, Japó 13 de desembre de 1964 – Tòquio (Japó), 2 de maig de 1998) fou un popular músic japonès. Conegut simplement com a hide (pronunciat: /hi.de/), és conegut per ser el guitarrista del grup de rock X Japan. Fou també un reeixit cantant en solitari i fundador del grup Zilch.
Hide va vendre milions de discos, tant en solitari com com a membre de "X Japan". X Japó va guanyar protagonisme a finals de la dècada de 1980 i principis de 1990, acreditats com a fundadors del moviment japonès visual kei. Quan es van dissoldre el 1997, es va centrar en la seva carrera en solitari, que va començar quatre anys abans i va gaudir d'una important popularitat. En el moment àlgid de la seva fama, mentre gravava el seu tercer àlbum d'estudi i a punt de llançar una carrera internacional amb el recentment format Zilch, va morir el 1998 del que es va descartar un suïcidi penjant-se. Va ser vist com una icona per als joves japonesos que es rebel·laven contra la societat conformista del seu país, i la seva mort va ser etiquetada com "el final d'una època".

## Vida i carrera
1964–1987, Primers anys i Sabre Tiger
Hide va néixer a l'Hospital St. Joseph de Midorigaoka, Japó, el 13 de desembre de 1964, i va anar a l'escola secundària Yokosuka Tokiwa. Va ser exposat per primera vegada a la música rock als quinze anys, a través de l'àlbum Alive II de Kiss. Aquell mateix any la seva àvia li va comprar la seva primera guitarra elèctrica, una "Gibson Les Paul Deluxe".
L'11 de març de 1980, Hide es va graduar a Tokiwa Junior High School. Després va entrar a la "Zushi Kaisei Senior High School" a Zushi, Kanagawa, on va entrar a la banda de música de l'escola com a activitat del club. Va deixar la banda al cap de poc temps perquè li van assignar el clarinet mentre volia tocar la trompeta. Després d'això, es va concentrar en la guitarra i el 1981 va formar la banda "Sabre Tiger". Un any després de la seva fundació, van començar a tocar a les cases en directe de Yokosuka, com Rock City. Les seves actuacions en directe van incloure elements de xoc com ara maniquís i carn crua.
L'abril de 1983 va començar a estudiar cosmetologia i moda a la Universitat de Bellesa i Moda de Hollywood a l'actual Roppongi Hills, de la qual es va graduar el 1984. Més tard aquell any va fer un examen nacional i va obtenir amb èxit una llicència d'esteticista. El juliol del 1985, Sabre Tiger va llançar el seu EP homònim, que incloïa dues cançons, Double Cross i Gold Digger. Al novembre, la banda va aportar la cançó Vampire al sampler de Heavy Metal Force III, que també incloïa cançons de X.
El 1986 el grup va canviar el seu nom a Saver Tiger per evitar confusions amb una banda de Sapporo de nom semblant. La seva primera aparició amb el nou nom va ser al sampler "Devil Must Be Driven out with Devil", amb les seves cançons Dead Angle i Emergency Express. Van continuar actuant a cases en directe i discoteques com Meguro Rokumeikan, Omiya Freaks i Meguro Live Station fins al 28 de gener de 1987, quan Hide es va cansar de canviar de membres i va decidir acabar amb la banda (el vocalista Kyo i el bateria Tetsu tots dos van a D'erlanger), més o menys al mateix temps que va ser convidat a unir-se a X. El 2001, Nippon Crown va publicar un llançament de tres volums titulat "Origin of hide", amb la banda acreditada com "Yokosuka Saver Tiger". Els volums 1 i 2 eren CD en directe, amb alguns enregistraments d'assaig, mentre que el volum 3 era un VHS de concert.

## 1987–1997: X Japó
Veieu l'article X Japan(anglès)
Hide es va unir a X el febrer de 1987, convertint-se en el guitarrista principal i ocasionalment compositor de cançons de la banda. X va llançar el seu primer àlbum "Vanishing Vision" a través del propi Extasy Records del baterista Yoshiki el 14 d'abril de 1988, i va fer nombroses gires en suport del disc. Es convertirien en un dels primers actes japonesos a assolir l'èxit principal mentre tenien un segell independent, i després van ser àmpliament acreditats com un dels pioners del visual kei.
L'àlbum de debut del segell principal de X, "Blue Blood", va ser llançat el 21 d'abril de 1989, i va debutar al número sis de la llista Oricon. El seu èxit va valdre a la banda el premi "Grand Prix New Artist of the Year" a la quarta edició dels Japan Gold Disc Awards el 1990. El seu tercer àlbum "Jealousy" va ser llançat l'1 de juliol de 1991 i va debutar al número u, venent més de 600.000 còpies. Més tard va ser certificat milió per la "Recording Industry Association of Japan" (RIAJ).
Poc després de l'estrena d'"Art of Life", que també va encapçalar l'Oricon, els membres de "X Japan" es van fer una pausa per començar projectes en solitari. Al voltant d'aquella època, el grup també va abandonar la major part de la seva estètica visual kei original, excepte Hide, que encara actuaria amb vestits de colors salvatges i amb el seu cabell vermell, més tard rosa, característic. "Dahlia", que es convertiria en l'últim àlbum de la banda fins ara, va ser llançat el 4 de novembre de 1996, i una vegada més, va aconseguir el primer lloc. El setembre del 1997 es va anunciar que "X Japan" es dissoldria, van fer el seu espectacle de comiat, encertadament titulat "The Last Live", al Tokyo Dome el 31 de desembre de 1997.

## 1993–1998: carrera en solitari
A principis de 1993, Hide va gravar la cançó de "cyborg rock" Frozen Bug amb Inoran i J de Luna Sea sota el nom de banda M*A*S*S; es va incloure al sampler "Dance 2 Noise 004". També va protagonitzar una pel·lícula d'art titulada Seth et Holth, juntament amb Tusk de "Zi:Kill". El 1994, va gravar i va llançar el seu primer àlbum en solitari "Hide Your Face", que va arribar al número 9 a la llista Oricon. L'estil musical de l'àlbum diferia significativament dels himnes de speed metal i les balades de poder de "X Japan", inclinant-se més cap al rock alternatiu. Després va anar a la gira "Hide Our Psychommunity Tour", per a la qual es va contractar una banda en directe que després es convertiria en el seu projecte principal, "Hide with Spread Beaver".
El 1996, Hide va supervisar la producció del primer llançament amb la seva pròpia discogràfica "LEMONed", un àlbum de la banda "Zeppet Store". Abans de crear el seu propi segell, Hide va presentar a Yoshiki bandes que li agradaven, que després les va signar amb Extasy Records, com ho havia fet amb Zi:Kill, Luna Sea i Glay. Oblivion Dust també acredita el suport inicial d'Hide per aconseguir un contracte discogràfic. El segon àlbum en solitari d'Hide, "Psyence", va ser llançat el 2 de setembre, va encapçalar l'Oricon i va ser seguit per la gira "Psyence a Go Go". També va formar una nova banda anomenada "Zilch" el 1996, que a part d'ell i del programador i percussionista de Spread Beaver I.N.A., estava formada per artistes americans i britànics, com Joey Castillo (Danzig), Paul Raven (Killing Joke) i Ray McVeigh (ex. -"The Professionals"). Després de la dissolució de "X Japan" el 1997, va titular formalment el seu projecte en solitari Hide amb Spread Beaver, amb la seva banda de suport considerat com a membres de ple dret. El 26 d'agost de 1997, va produir l'esdeveniment "Mix LEMONed Jelly" en quatre discoteques diferents de Tòquio la mateixa nit.

## Mort
Hide va morir als 33 anys el matí del 2 de maig de 1998. Després d'una nit bevent, va ser trobat penjat per una tovallola lligada a la maneta d'una porta al seu apartament al districte de Minami-Azabu de Tòquio. Havia tornat al Japó només cinc dies abans, després d'una estada de tres mesos a Los Angeles. L'1 de maig, ell i els membres de Spread Beaver van gravar per a programes de televisió i van sortir a beure, amb el seu germà petit el va portar a casa aproximadament a les 6:30 del matí següent. Quan es va trobar inconscient cap a les 7:30 am, va ser traslladat a un hospital a Hiroo, on va ser declarat mort a les 8:52 am.
Les autoritats van considerar oficialment que la mort d'Hide era un suïcidi, i es va informar als mitjans com a tal. En una setmana, tres fans adolescents havien mort en suïcidis imitadors. A la vetlla del 6 de maig, a la qual van assistir 10.000 persones, una noia de 19 anys es va tallar els canells després de posar flors al temple, i un accident de cotxe causat per aficionats sense son que viatjaven des d'Osaka va causar una mort i set ferits greus en una autopista. Les seves restes van ser enterrades a Miura Reien a Miura, Kanagawa durant un servei commemoratiu budista. Aproximadament 50.000 persones van assistir al seu funeral a Tsukiji Hongan-ji el 7 de maig, on 56 persones van ser hospitalitzades i 197 persones van rebre tractament mèdic en tendes de primers auxilis a causa d'una barreja d'esgotament emocional i calor, i el funeral va tenir lloc el dia més càlid de l'any fins ara, a 27 graus centígrads (uns 80,6 graus Fahrenheit).
Diversos amics i col·legues d'Hide van declarar que creien que l'autoestrangulació va ser un accident, entre ells el cofundador de "X Japan Yoshiki" i l'antic baixista de X Taiji. No es va deixar cap nota de suïcidi i Taiji teoritza a la seva autobiografia que la nit de la seva mort, Hide podria haver estat practicant una tècnica per alleujar els dolors a l'esquena i el coll que poden patir els guitarristes a causa de l'ús continu d'una corretja d'espatlla. La tècnica implicada va ser practicada pels membres de "X Japan" durant els seus dies de gira i requeria l'ús d'una tovallola i un pom o maneta de la porta. Segons Taiji, Hide podia haver-se adormit en el seu estat d'embriaguesa, quedant atrapat i estrangulant-se a si mateix.

El baixista de Zilch, Paul Raven, va dir:
| « | <"El vaig veure uns dies abans que morís, i no tenia cap indici d'ell que alguna cosa anava malament, a part que estava esgotat", però va comentar que Hide estava "sota molt estrès, " a causa del calendari de gravació de l'àlbum Ja, Zoo.> | » |

Va continuar qüestionant el grau final de la implicació d'Hide en el disc acabat, remarcant que només s'havien completat tres cançons abans de morir. No obstant això, el germà petit i gerent d'Hide va declarar en el seu llibre de 2010 que sis cançons estaven completades en el moment de la seva mort. Això es recolza en el fet que I.N.A. se li atribueix un arranjament addicional en quatre de les deu cançons de l'àlbum.

## Pòstum
Més tard aquest mes després de la seva mort, el senzill "Pink Spider" va ser llançat, entrant a la llista d'Oricon al número u. La cançó també va ser nomenada "Cançó de l'any" als 13th Japan Gold Disc Awards i va rebre el MTV Video Music Award en la categoria "Japan Viewers Choice". Les vendes també van ser fortes per al senzill següent Ever Free, que va ocupar el seu lloc número u, mentre que les del senzill llançat abans de la seva mort "Rocket Dive" també veurien un augment substancial. El periodista nord-americà Neil Strauss va comentar la tendència dient que: 
| « | "En poques setmanes, la cultura pop al Japó havia passat de plorar la mort d'Hide a consumir-la". | » |

 L'àlbum debut de Zilch 3.2.1. va ser llançat al juliol i va arribar al número 2 a la llista d'Oricon, el grup continuaria actuant i gravant durant diversos anys. Encara que mai van aconseguir l'èxit principal als Estats Units, una de les seves cançons es va incloure a la banda sonora de Heavy Metal 2000. Ja, Zoo es va estrenar el novembre d'aquell any amb l'artista llistat com a "hide with Spread Beaver", acreditant formalment la seva banda de suport, també va aconseguir la posició número 2 i va vendre més d'un milió de còpies a finals de l'any següent. Malgrat la mort d'Hide, Spread Beaver va continuar amb el "Tribal Ja, Zoo Tour" de 1998 d'octubre a novembre, actuant en directe amb l'addició d'enregistraments, atraient una audiència de 50.000 persones. El curtmetratge de la gira es va publicar més tard en DVD el 2005.
L'1 de maig de 1999 es va publicar un àlbum tribut, titulat Tribute Spirits. Compta amb versions de les cançons d'Hide de diverses bandes com "Buck-Tick, Luna Sea i Oblivion Dust", i artistes solistes com Tomoyasu Hotei i Cornelius. L'àlbum es va publicar coincidint amb el primer aniversari de la seva mort.
Un museu Hide es va obrir a la seva ciutat natal de Yokosuka el 20 de juliol de 2000. S'ha informat que el primer ministre japonès de l'època, Junichiro Koizumi, va influir en la construcció, ja que és un gran fan de "X Japan". El museu va romandre obert, passat el seu pla original de tres anys, durant cinc anys, abans de tancar les portes el 25 de setembre de 2005, amb una visita estimada de 400.000 persones.
Abans de la seva mort, Hide i Yoshiki van parlar de reiniciar "X Japan" amb un nou vocalista l'any 2000.
Els membres supervivents de "X Japan" finalment es van reunir el 2007 i van gravar una nova cançó, I.V.. Conté una pista de guitarra sense utilitzar prèviament per ocultar. El seu primer concert es va celebrar al Tokyo Dome el 28 de març de 2008, durant la representació de "Art of Life", un holograma d'Hide (pres d'un curtmetratge d'una actuació "Art of Life" al Tokyo Dome el 1993) al costat del banda. "X Japan"" encara considera que Hide és un membre, i l'han presentat a tots els concerts que han fet des que es van reunir.
Ja el 8 de juliol de 2007, Yoshiki va anunciar estar en converses amb diversos músics sobre un concert tribut a Hide previst per al 2008, per commemorar el desè aniversari de la mort del seu antic company de banda. La cimera commemorativa d'Hide es va celebrar els dies 3 i 4 de maig de 2008 a l'estadi Ajinomoto, amb "X Japan", "Dir en grey", "D'espairsRay", "Versailles" i molts altres actuant, "Luna Sea" i "Phantasmagoria" fins i tot es van reunir durant un dia per actuar. "Hide with Spread Beaver" també va actuar, utilitzant enregistraments d'estudi i en directe per a la veu d'Hide. Els organitzadors van planejar que uns 100.000 fans assistissin als dos espectacles. Abans de la cimera, des de l'any 2000 s'havien celebrat espectacles d'homenatge cada any, on les bandes actuaven el dia de l'aniversari d'Hide i això continua fins als nostres dies.
Com passa amb molts altres músics morts, es continuen publicant reedicions, remixes, recopilacions i parts inèdites del treball d'Hide. Un dels més recents és "The Devolution Project", un llançament dels seus onze senzills originals en vinil d'imatges, durant tot el 2010. En el 12è aniversari de la seva mort, també el 2010, es va celebrar un servei commemoratiu a Tsukiji Hongan-ji amb una assistència estimada de 35.000 persones.
L'agost de 2010, l'empresa de gestió d'Hide, Headwax Organization, que inclou el seu germà petit Hiroshi, va presentar una demanda contra la direcció de la Japan Music Agency de Yoshiki, per utilitzar imatges de l'antic guitarrista de "X Japan" sense un acord formal al seu lloc. La reclamació afirma que l'any 2000 les dues companyies van signar un acord que permetia a Yoshiki i "X Japan" utilitzar imatges visuals d'Hide durant els concerts. No obstant això, les imatges es van utilitzar als espectacles de "X Japan" del 14 i 15 d'agost al Nissan Stadium (Estadi Internacional de Yokohama), quan sembla que el contracte havia expirat.